# Hobro Posthus
Hobro Posthus eller Hobro Distributionscenter er et postdistributionscenter på Adelgade i Hobro. Tidligere var det også et posthus. Al postomdeling i distrikterne 9500 Hobro og 9632 Møldrup foregår med udgangspunkt fra dette center.
Den 20. april 2010 lukkede postekspeditionen i posthuset, og personalet blev virksomhedsoverdraget til en nyindrettet postbutik i Kvickly på Adelgade. Det skyldtes et konstant fald i omsætningen. I perioden 2008-09 var antallet af indbetalinger faldet med 17 % og antallet af kunder med 9 %.
Posthusbygningen er bygget i røde mursten.
Byens første posthus blev færdiggjort og taget i brug i 1624.